# 생리생태학
생리생태학(Physiological Ecology)은 생리학과 생태학이 결합된 학문으로 온도, 습도, 빛등 환경적 요소들에대한 생물의 반응을 조사하는 학문이다.

## 같이 보기
- 생태학